# ヌルディン・ブカリ
ヌルディン・ブカリ（Nourdin Boukhari, 1980年6月13日 - ）は、オランダ・ロッテルダム出身の元モロッコ代表サッカー選手。現役時代のポジションはミッドフィールダー。

## 代表歴
モロッコA代表として2002年のアフリカネイションズカップに出場した。

## タイトル
- アヤックス

KNVBカップ (1):2006
ヨハン・クライフ・スハール (2):2002, 2005
- ヴィスワ・クラクフ

エクストラクラサ (1):2010-11